# Carcross
Carcross, původně Caribou Crossing, je sídlo v kanadském teritoriu Yukon, ležící u jezer Bennett Lake a Nares Lake. Podle sčítání lidu v roce 2016 zde žilo 301 obyvatel. Leží 74 kilometrů jihojihovýchodně od města Whitehorse po silnici Alaska Highway (Klondike Highway). Carcross rovněž leží na železniční trati White Pass and Yukon Route. Nedaleko vesnice se nachází série písečných dun Carcross Desert, často chybně označovaná za nejmenší poušť světa. V oblasti byly nalezeny předměty lidí staré několik tisíc let. Moderní podoba vesnice vznikla během zlaté horečky v roce 1896. Svůj název Caribou Crossing sídlo dostalo podle velkého množství migrujících karibu přes přírodní most mezi jezery Bennett a Nares.